# Gedveds kommun
Gedveds kommun (danska: Gedved Kommune) var en kommun i Vejle amt i västra Danmark. Kommunens centralort var tätorten Gedved.
I den tidigare tätorten Vestbirk låg folkhögskolan Vestbirk högskola, som var inriktad på musik.
Sedan kommunreformen 2007 ingår området i Horsens kommun.

## Borgmästare
- Mogens Heilesen, 1 april 1970–31 december 1985
- Ejgil W. Rasmussen, 1986–31 december 2006

Denna lista hämtas från Wikidata. Informationen kan ändras där.